# 標準化病人
標準化病人（standardized patient）也稱為模擬病人，是受過訓練，模仿實際病患症狀及反應的人，因為標準化病人需忠實表現病患的反應，需針對不同的人演出相同病症，而且每次演出相同病症都要有相同反應，因此稱為標準化病人。
標準化病人已成功的用在医学教育、醫療專業人員的評估、以及基礎、應用及轉譯醫學的醫學研究。　
標準化病人也助於醫療保健協議的建立及提昇，尤其若標準化病人的資訊是來自廣泛觀察實際接受治療病患，所得的第一手經驗，會更有幫助。
在醫學教育上，標準化病人可讓醫學院學生學習問診的技巧，練習由病人口述的症狀判斷可能的疾病，以及學習醫生和病人溝通的技巧，台灣也在2006年開始引入此一教學方式。

## 使用

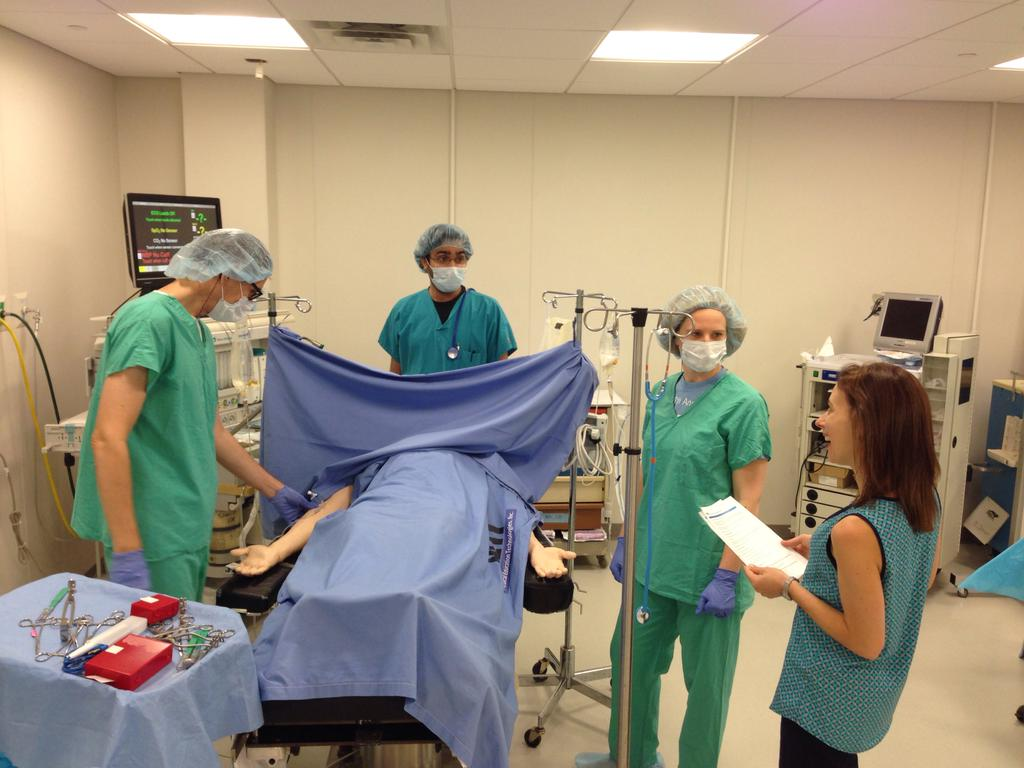
在麻醉醫師訓練中使用的混合模式醫學模擬，其中有二位SP confederate擔任護理師以及外科醫師

在醫學教育以及護理教師中，常會使用標準化病人（Simulated patient，SP）當做病患，讓學生可以練習面對病患時需要的臨床技巧以及對話技巧。標準化病人一般會在和學生對話之後再提供回饋。這也有助於訓練學生在一些可能涉及隱私的情境（例如骨盆腔檢查或是乳房檢查）學習專業操守。協助這類訓練的標準化病人會稱為婦科助教（Gynecological Teaching Associate，GTA）或泌尿科助教（Urological Teaching Associate，UTA）。也常常會用標準化病人來測試學生的臨床技巧，一般會是客观结构化临床考试的一部份。一般來說，標準化病人會有清單來記錄各項細節。
為了評估醫師的臨床實務及照護準則，也會在未告知的情形下讓醫師診療標準化病人。標準化病人也會受雇在医学信息学計劃中擔任實地調研者。
在醫療團隊中，標準化病人也可以模擬團隊中的其他角色（SP confederate）。若是要參與In situ模擬活動的標準化病人，可能需要特殊的訓練。

## 外部連結
- ASPE - The Association of Standardized Patient Educators （页面存档备份，存于）
- SSH - Society for Simulation in Healthcare （页面存档备份，存于）